# Liste der diplomatischen Vertretungen in Mauretanien

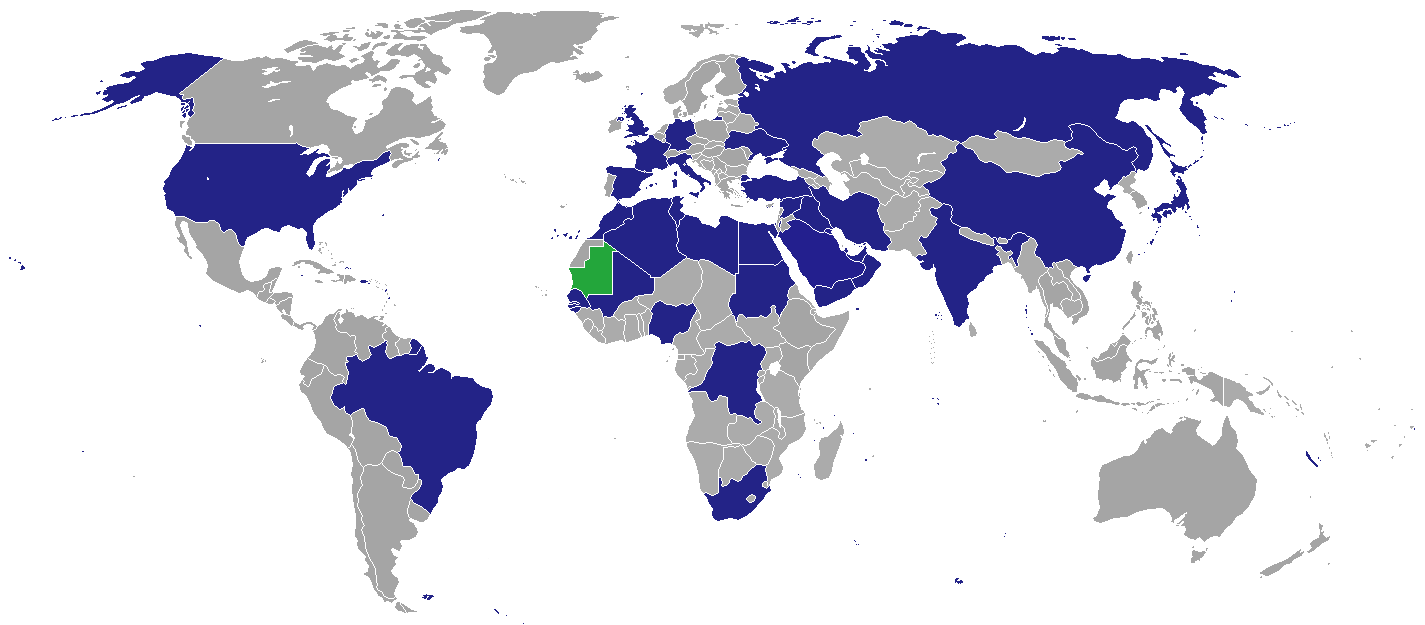
Staaten mit einer Botschaft in Mauretanien

Die Liste der diplomatischen Vertretungen in Mauretanien führt Botschaften und Konsulate auf, die im afrikanischen Staat Mauretanien eingerichtet sind (Stand 2019).

## Botschaften in Nouakchott
30 Botschaften sind in Mauretaniens Hauptstadt Nouakchott eingerichtet (Stand 2019).

### Staaten
- Ägypten: Botschaft
- Algerien: Botschaft
- Brasilien: Botschaft
- Demokratische Republik Kongo: Botschaft
- Deutschland: Botschaft
- Frankreich: Botschaft
- Gambia: Botschaft
- Irak: Botschaft
- Japan: Botschaft
- Jemen: Botschaft
- Kuwait: Botschaft
- Libyen: Botschaft
- Mali: Botschaft
- Marokko: Botschaft
- Nigeria: Botschaft
- Palästina: Botschaft
- Russland: Botschaft
- Saudi-Arabien: Botschaft
- Senegal: Botschaft
- Spanien: Botschaft
- Sudan: Botschaft
- Syrien: Botschaft
- Tunesien: Botschaft
- Türkei: Botschaft
- Vereinigte Arabische Emirate: Botschaft
- Vereinigtes Königreich: Botschaft
- Vereinigte Staaten: Botschaft
- Volksrepublik China: Botschaft